# Jérôme Vareille
Jérôme Vareille est un footballeur français né le 1er juin 1974 à Vernoux-en-Vivarais (Ardèche). Il est attaquant.

## Biographie
Jérôme Vareille joue 6 matchs en Division 1 avec le FC Metz et 78 matchs en Division 2 avec le FC Mulhouse.
Il poursuit ensuite sa carrière en Écosse, à Kilmarnock, Airdrie United et enfin Ayr United.

## Carrière
- 1991-1995 :  FC Metz
- 1995-1997 :  FC Mulhouse
- 1997- fév. 2002 :  Kilmarnock
- fév. 2002-2005 :  Airdrie United
- 2005-2008 :  Ayr United[1]

## Palmarès
- Champion d'Écosse de D3 en 2004 avec Airdrie United